# 泰讷宰
泰讷宰（法語：Thénezay，法語發音：[tenzɛ]）是法国德塞夫勒省的一个市镇，属于帕尔特奈区。

## 地理
泰讷宰（46°43'9"N, 0°1'37"W）面积48.49 平方千米，位于法国新阿基坦大区德塞夫勒省，该省份为法国西部内陆省份，北起曼恩-卢瓦尔省，西接旺代省，南至夏朗德省和滨海夏朗德省，东临维埃纳省。
与泰讷宰接壤的市镇（或旧市镇、城区）包括：阿赛-莱瑞莫、欧比尼、杜村、奥鲁、普雷西尼、谢尔沃、克朗。

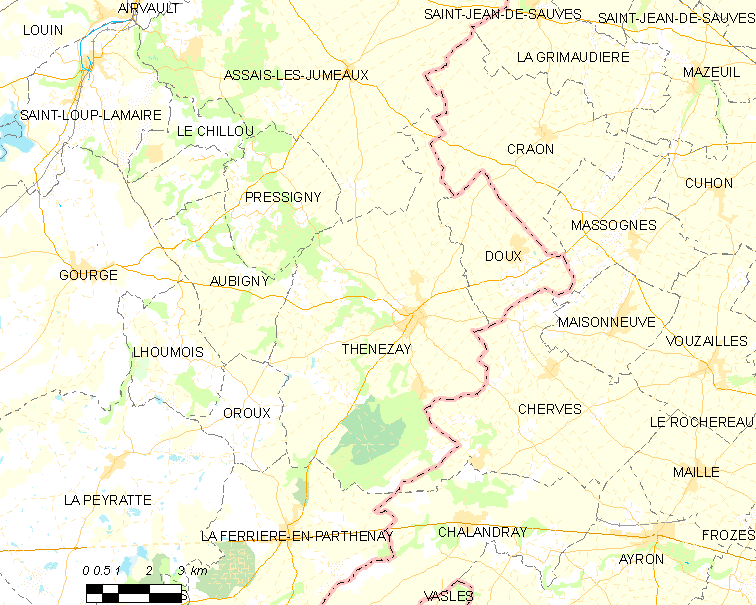
泰讷宰的OSM定位图

泰讷宰的时区为UTC+01:00、UTC+02:00（夏令时）。

## 行政
泰讷宰的邮政编码为79390，INSEE市镇编码为79326。

## 政治
泰讷宰所属的省级选区为拉加蒂讷县。

## 人口

1962-2008年间泰讷宰人口变化图示

泰讷宰于2022年1月1日时的人口数量为1398人。